# Jangamanakop, Haveri
Jangamanakop là một làng thuộc tehsil Haveri, huyện Haveri, bang Karnataka, Ấn Độ.